# Dioscorea dissimulans
Dioscorea dissimulans är en enhjärtbladig växtart som beskrevs av David Prain och Isaac Henry Burkill. Dioscorea dissimulans ingår i släktet Dioscorea och familjen Dioscoreaceae. Inga underarter finns listade i Catalogue of Life.